# Anselme Ier de Trazegnies
Ne doit pas être confondu avec Anselme de Trazegnies.

de Trazegnies

Anselme Ier ou Anseau de Trazegnies (mort en 1418), seigneur de Heppignies, épouse Mahaut de Lalaing en 1386. Anselme Ier est un très grand administrateur de ses domaines et un homme d'affaires redoutable : il acquiert la grande seigneurie de Walcourt qui comprenait non seulement la ville mais aussi six châteaux et de nombreux villages. Il assiste en 1410 à la rédaction de la charte-loi du Comté de Hainaut. Il est Grand bailli du Hainaut du 16 mars 1395 au 16 septembre 1395.

## Armes
bandé d'or et d'azur de six pièces, à l'ombre de lion de sable, brochant sur le tout, à la bordure engrêlée de gueules.

## Généalogie
Il est le fils de Othon VI († v. 1384) et le frère de Othon VII († ap. 1418).
Sa fille, Anne, est dame héritière de Trazegnies et de Silly. Elle épouse Arnould de Hamal. Les Hamal sont riches et illustres et l'origine de leur famille se perd dans la nuit des temps. 
Son petit-fils, Anselme II († 1490), sire de Trazegnies et de Silly, qui épousa le 12 février 1435, Marie d'Armuyden, continue la filiation de la Maison de Trazegnies.